# ジェレンツァーノ
ジェレンツァーノ（伊: Gerenzano）は、イタリア共和国ロンバルディア州ヴァレーゼ県にある、人口約11,000人の基礎自治体（コムーネ）。

## 地理

### 位置・広がり

#### 隣接コムーネ
隣接するコムーネは以下の通り。括弧内のMIはミラノ県、COはコモ県所属を示す。
- チズラーゴ
- レスカルディーナ (MI)
- ロヴェッロ・ポッロ (CO)
- サロンノ
- トゥラーテ (CO)
- ウボルド

### 地震分類
イタリアの地震リスク階級 (it) では、4 に分類される
。